# Jan Volek
Jan řečený „Volek“ (okolo roku 1290 – 27. září 1351), celým jménem Jan VII. Volek, byl nemanželský syn českého krále Václava II. a jinak neznámé Anežky. Od roku 1334 až do své smrti byl biskupem olomouckým.

## Přemyslovský levoboček a církevní kariéra
Poté, co byl roku 1306 zavražděn Volkův polorodý bratr Václav III., se Jan Volek sblížil se šlechtou. Toto spojenectví mu napomohlo v roce 1319 k úřadu probošta vyšehradského a s ním spojenému postavení kancléře českého království. Dříve zastával i další církevní úřady, ale jen nižší.
V letech 1322–1323 musel pobývat v exilu, protože ho král Jan Lucemburský podezíral ze zrady a spiknutí s královnou Eliškou. Ale po roce se s ním Jan usmířil a vrátil Volka do úřadu. Díky funkci kancléře byl spíše diplomatem a politikem, než duchovním. Od října 1327 měl Volek papežský dispens, aby mohl přijmout biskupský úřad bez ohledu na svůj nelegitimní původ. Kancléřem zůstal do roku 1334, kdy musel rezignovat právě kvůli biskupské funkci, protože se uvolnilo biskupství olomoucké. Funkci kancléře fakticky vykonával až do roku 1335 a měl podíl na vypracování trojstranné vyšehradské smlouvy v uherském Visegrádu.
V roce 1333 byl ve skupině české šlechty, která přivedla mladého kralevice Karla (IV.) z Itálie do vlasti. Karel si se svým nevlastním strýcem rozuměl a dosadil jej do funkce biskupa olomouckého. Jan s Karlem spolupracoval i po jeho nástupu na český trůn, a byl několikrát pověřen správou Moravy za Karlovy nepřítomnosti a mimo jiné také dopravou říšských korunovačních klenot do Čech. Za jeho panování se Olomoucké biskupství stalo přímým lénem České koruny a veškeří olomoučtí biskupové se stali královými leníky.
Jan Volek byl zakladatelem kláštera v jihomoravské Pustiměři dne 30. září 1340. Tato fundace byla určena k uctění památky Elišky Přemyslovny a měla sloužit ke spáse duše její a jejích předků. Spolufundátorem byl markrabě Karel, který věnoval novému klášteru další statky. V Karlově listině také vystupuje jistá Alžběta jako první pustiměřská abatyše. Byla to Volkova neteř, nemanželská dcera Václava III., poslední Přemyslovna z hlavní panovnické větve.
V roce 1349 na první provinční synodě prosadil slavení svátku sv. Cyrila a Metoděje jako patronů Moravy ke dni 9. března.
Biskup Jan VII. Volek byl pochován 27. září 1351 v pustiměřském klášteře – rotundě sv. Pantaleona.

## Galerie

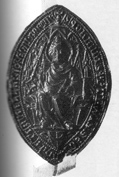
Volkova pečeť z roku 1325
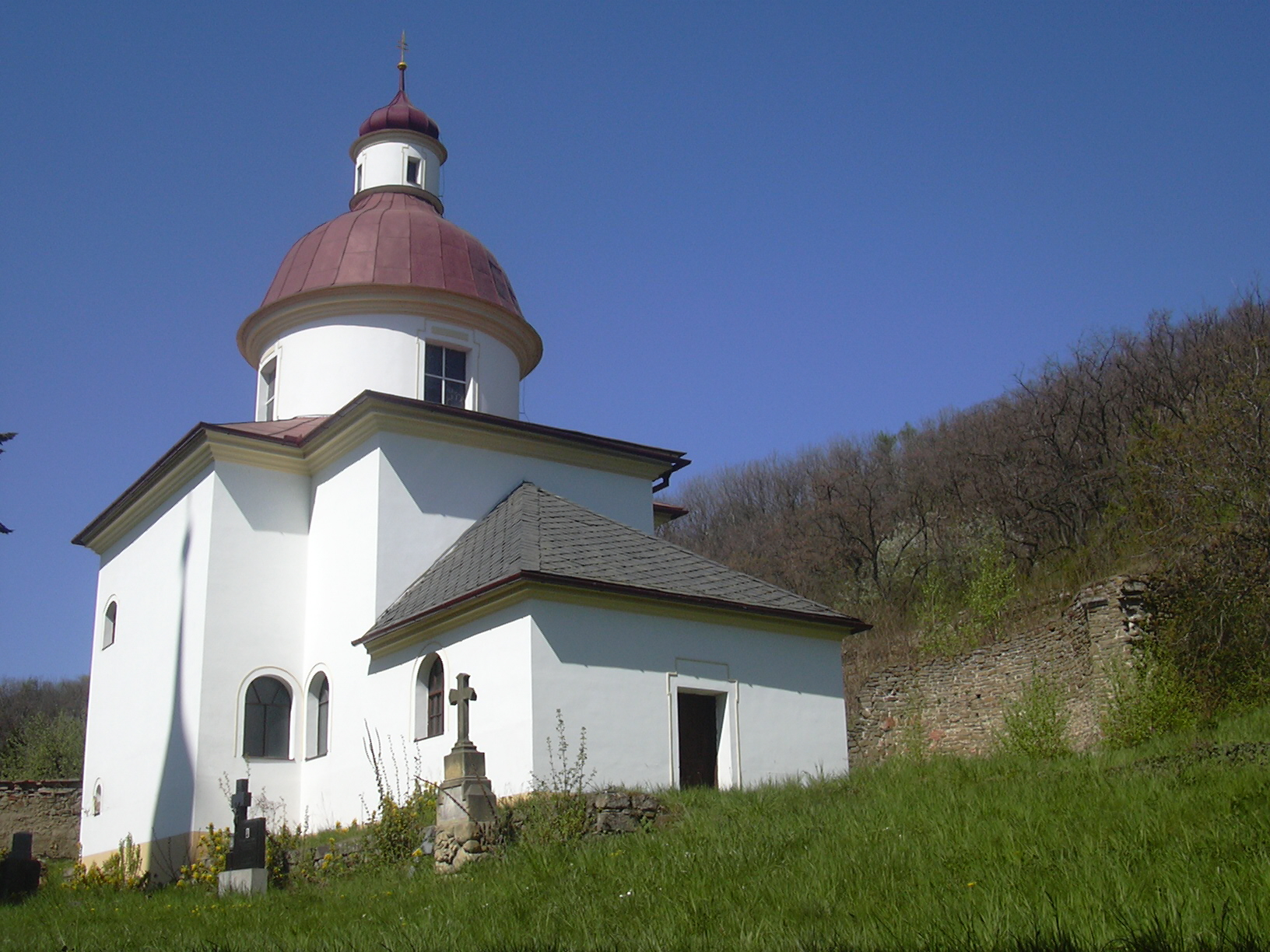
Kaple sv. Anny a rotunda sv. Pantaleona (zřícenina nad kaplí), místo posledního odpočinku Jana Volka
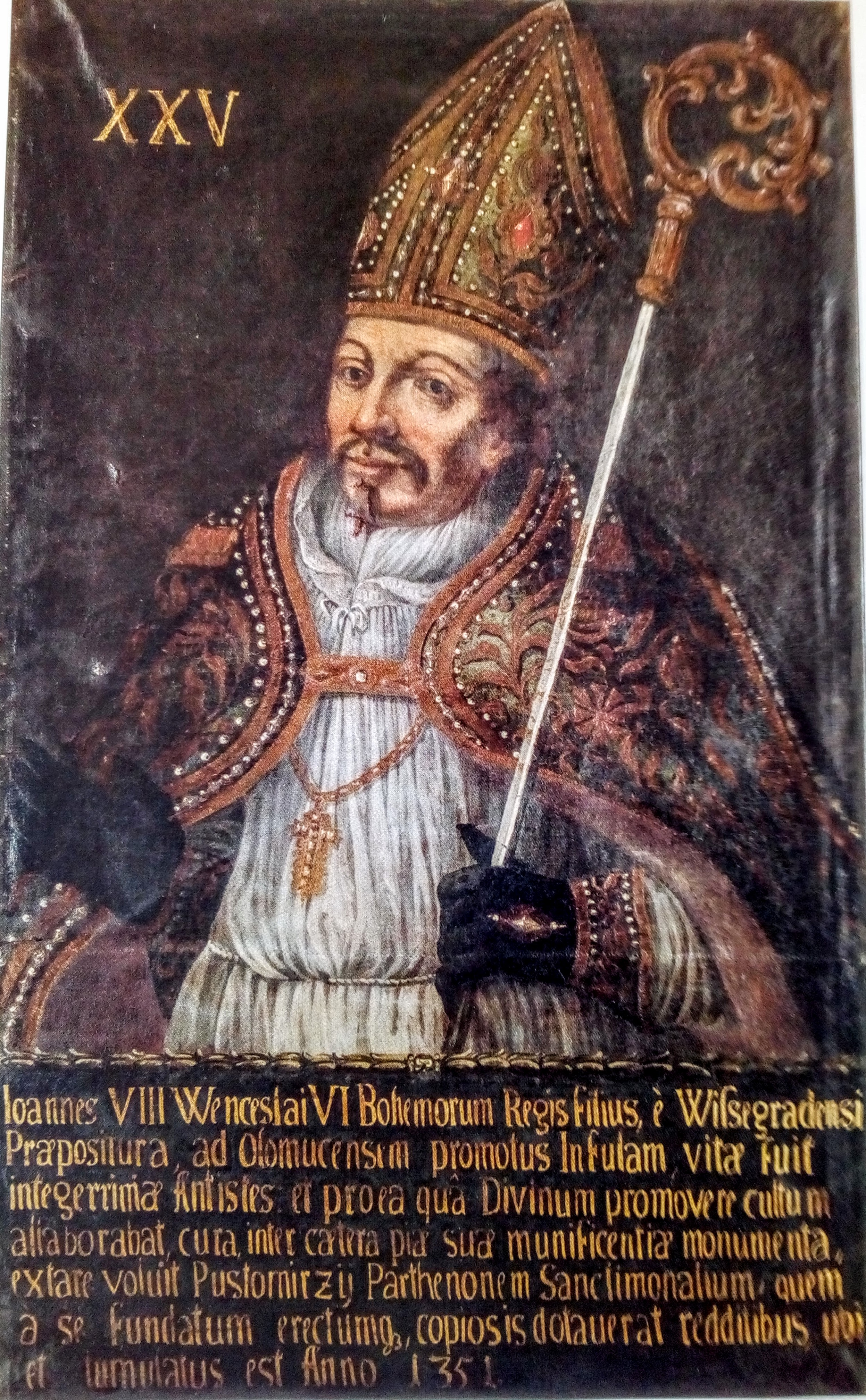
Olomoucký biskup ze 14. stol. Jan VII. Volek